# 森川玉緒

森川 玉緒（もりかわ たまお、1月20日生）は、ソフト・オン・デマンド（SOD）の社員でAV女優。

## 略歴
2021年にソフト・オン・デマンド（SOD）に入社。制作部に配属。
2022年1月に社員のままAVデビュー。

## 人物
映像制作に興味があって専門学校に通っていたことと、女性が女性らしく輝くAVを見て感銘を受け、SODへの入社を希望した。
入社2年目の先輩女子社員であるPa小町監督が、撮影現場での森川のAD業務を見て入社1年目ながら作品の1コーナーの監督をまかせたら、女優への憧れを感じさせる作品だったことから、本当は出る側もやってみたいのでは、もしくは出演側の気持ちもわかればもっといい作品が撮れるのではないかと思い、出演を打診したところ「1度試しに…でよければと」と出演を決意した。

## 作品

### アダルトDVD
- 制作部入社1年目 アシスタントディレクター 森川玉緒 AV出演!（1月13日、SODクリエイト）
- 制作部入社1年目 アシスタントディレクター 森川ちゃん 初めて尽くしのAVデビュー! 〜より素晴らしいAVを作る為に1泊2日AV研修〜（2月10日、SODクリエイト）
- 制作部入社1年目 アシスタントディレクター 森川ちゃん とってもとっても敏感なカラダをビクンビクンくねらせながら本能のままに覚醒!イキ狂いSEX! 〜初3Pにも挑戦〜（3月10日、SODクリエイト）
- 制作部入社2年目 アシスタントディレクター森川ちゃん カワイイお顔スケベなカラダはいつ何時も堪能したくなる!? どういう場面でも容赦無し! いきなり突撃!巨根チ○ポで即ハメ4本番!（4月7日、SODクリエイト）
- 森川玉緒 初中出し 会社終わりにホテルで朝までずっとマ●コに精子入れっぱなし…（5月12日、SODクリエイト）
- 制作部入社2年目 アシスタントディレクター森川ちゃん 業界トレンド「M男責め」について学ぶべく、M男限定素人ユーザーお宅訪問でチクビ責め実践研修!（6月9日、SODクリエイト）
- 制作部入社2年目 アシスタントディレクター 森川ちゃん 媚薬の効果に半信半疑の森川ちゃんが生まれて初めてキメセクチャレンジ!（7月7日、SODクリエイト）
- 制作部入社2年目 アシスタントディレクター 森川ちゃん マジックミラー号で初めてのドキドキ逆ナンパ! デカチン君3人見つけてSEXするまで帰れませんSP!（9月8日、SODクリエイト）
- 制作部入社2年目 アシスタントディレクター 森川ちゃん 妹がよく来る本人自宅にガチ潜入! いつも生活してるリビングで!ベッドで!いっぱいSEX撮らせてもらいました!（12月22日、SODクリエイト）

- ユーザー様のリクエストに応える 初めてのコスプレご奉仕3本番! 入社2年目制作部アシスタントディレクター 森川玉緒（2月23日、SODクリエイト）
- 全裸業務で顔を真っ赤にしながらも羞恥心を克服! AD業務中にまさかの即ハメ中出し!? SOD入社2年目 森川玉緒（3月23日、SODクリエイト）
- 森川玉緒と中山琴葉が一般ユーザー様を会社にご招待して“SOD文化祭”を開催! 野球拳・健康診断体験・王様ゲーム・社内かくれんぼ! ご奉仕接待をさせていただきます! 気づけば射精数合計36発ヌイちゃいました…（4月6日、SODクリエイト）
- 中山琴葉・森川玉緒でユーザー様のお宅へ中出しOK訪問 逆3P特別待遇スペシャル!（4月20日、SODクリエイト）
- 入社3年目制作部アシスタントディレクター 森川玉緒 業務後から始発までずっと2人きりのお泊り初筆おろしドキュメント（5月25日、SODクリエイト）

### アダルトVR
- SOD女子社員VR もしも僕がSODに新卒入社したら… 1年先輩の森川先輩と会社には内緒でこっそり社内恋愛 全肯定先輩AD森川玉緒が休日のオフィスで「あなたのしたいエッチな事叶えてあげる」（2022年4月14日、SODクリエイト）

### デジタル写真集
2023年
- 森川玉緒と中山琴葉が一般ユーザー様を会社にご招待して“SOD文化祭”を開催! 野球拳・健康診断体験・王様ゲーム・社内かくれんぼ! ご奉仕接待をさせていただきます! 気づけば射精数合計36発ヌイちゃいました… 【電子書籍版】（4月6日、ソフト・オン・デマンド）
- 中山琴葉・森川玉緒でユーザー様のお宅へ中出しOK訪問 逆3P特別待遇スペシャル!【電子書籍版】（4月20日、ソフト・オン・デマンド）
- * 入社3年目制作部アシスタントディレクター 森川玉緒 業務後から始発までずっと2人きりのお泊り初筆おろしドキュメント【電子書籍版】（5月25日、ソフト・オン・デマンド）

## 掲載

### 雑誌
- 月刊ソフト・オン・デマンド 9月号増刊 SOD女子社員 Vol.4（ソフト・オン・デマンド）